# Almis Marmoucha
Almis Marmoucha  (in arabo الميس مرموشة‎?) è un centro abitato e comune rurale del Marocco situato nella provincia di Boulemane, regione di Fès-Meknès. Conta una popolazione di 2 461 abitanti (censimento 2014).